# Paludiculture

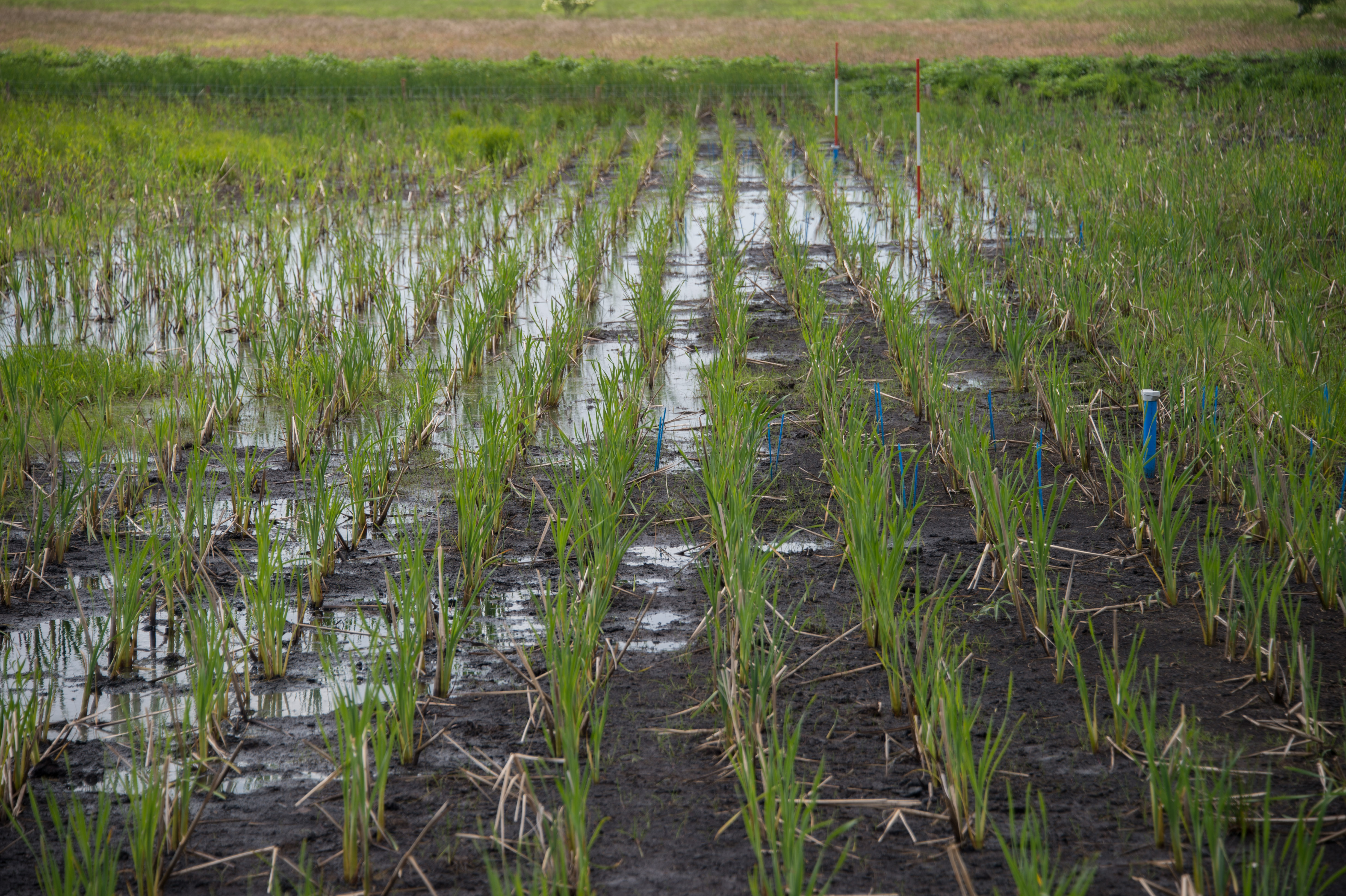
Exemple de paludiculture dans un marais

La paludiculture (du latin palus "marais" et "culture") est la production de biomasse agricole dans un milieu humide naturel ou remouillé.
Les milieux humides ont longtemps été considérés comme des «wastelands» ou des terres en friche et ont par conséquent été drainés afin d'améliorer leur productivité. Toutefois, à long terme, l'agriculture par le drainage des milieux humides (particulièrement des tourbières) n'est pas une activité durable. En effet, avec le temps, les sols organiques se compactent et leurs propriétés hydrauliques sont modifiées, les rendant impropres à l'agriculture et émetteurs de gaz à effet de serre (N2O, CO2).
La paludiculture provient du besoin de préserver les services écosystémiques des milieux humides (régulation et filtration de l'eau, refuge de biodiversité...) tout en permettant leur culture. Différents types de plantes peuvent être cultivés ou récoltés en milieux humides, des petits fruits (surtout en tourbières), du fourrage pour le bétail et des biocarburants (p. ex., à partir du roseau ou de la quenouille). La filière, expérimentée en Allemagne, permet notamment de produire de l'énergie à partir de la biomasse de roseaux Phragmites australis. Elle est aujourd'hui testée en France dans certains projets en Alsace et en Camargue.
Un cas particulier de paludiculture est la culture de sphaignes dans des tourbières remouillées par des actions de restauration. Actuellement, la matière première la plus importante dans la production de substrat de croissance horticole est la tourbe de sphaigne (tourbe blonde). Environ 30 millions de m3 de tourbe de sphaigne sont utilisés annuellement dans la production de substrat de croissance. Cependant, l'extraction de la tourbe de sphaigne détruit les fonctions écosystémiques des tourbières desquelles elle est extraite, et comme cette dernière prend des milliers d'années à se former elle doit être considérée comme une ressource finie, non renouvelable.
Une alternative est actuellement développée sous la forme de culture de fibres de sphaigne non décomposées sur une base durable et renouvelable de fibres de sphaigne. Les sphaignes non décomposées et la tourbe de sphaigne ont des propriétés très similaires et les fibres de sphaigne peuvent remplacer, même à 100 % la tourbe de sphaigne sans diminuer la qualité du substrat horticole. Comme la culture de sphaigne s'effectue sur des tourbières remouillées, certaines fonctions écosystémiques sont donc restaurées (séquestration de carbone, refuge de biodiversité...). La culture de sphaignes apparaît donc une alternative intéressante à l'extraction de la tourbe et une avenue intéressante pour la gestion responsable des tourbières.